# TV-huset (TV-program)
För andra betydelser, se TV-huset (olika betydelser).
TV-huset var ursprungligen namnet på ett program på ZTV som sändes i slutet av 1990-talet.
Sveriges Television har senare använt programtiteln på det program som 2004 ersatte, och ganska mycket liknade, Söndagsöppet. TV-huset var då ett underhållningsprogram som sändes på söndagskvällar. Programmet innehöll bland annat personliga intervjuer med kända gäster, samt kunskapstävlingar som Kvitt eller dubbelt och Ljushuvudet under ledning av Henrik Johnsson med Olof Dahlberg som domare. Programmet hade även uppträdanden med svenska och internationella musikartister.

## Programledare
- 2004 - 2005 - Kattis Ahlström
- 2006 - Carin Hjulström